# Banauli Donauli
Banauli Donauli – gaun wikas samiti w środkowej części Nepalu w strefie Dźanakpur w dystrykcie Mahottari. Według nepalskiego spisu powszechnego z 2001 roku liczył on 848 gospodarstw domowych i 4969 mieszkańców (2352 kobiet i 2617 mężczyzn).